# Иванова, Анастасия Андреевна
Анастасия Андреевна Иванова (род. 21 марта 1990 года, Уфа, БАССР, СССР) — российская фехтовальщица-рапиристка, Заслуженный мастер спорта России (приказ Минспорта России №173НГ от 04.12.2019г.), мастер спорта международного класса, чемпионка мира, Европы и Европейских игр.

## Биография
Родилась 21 марта 1990 года в Уфе. Первый тренер — А.З. Махъянова.
В 2010 году в составе сборной России стала чемпионкой мира среди девушек до 24 лет. В 2011 году заняла первое место на чемпионате России среди юниорок в личном зачёте и второе место на чемпионате Европы среди девушек до 24 лет.
В 2015 году стала обладательницей золотой медали Европейских игр в командном первенстве на рапирах.
В 2019 году Анастасия впервые стала чемпионкой Европы, выиграв в составе сборной России командный турнир, а через месяц россиянка завоевала титул чемпионки мира в этом же виде программы.
В 2012 году окончила Башкирский институт физической культуры.